# Chris Kachel
Pour les articles homonymes, voir Kachel.
Chris Kachel est un joueur australien de tennis né le 19 juin 1955 à Tamworth.

## Carrière
Il est quart de finaliste en 1979 à Hobart (janvier), South Orange, Cleveland, Newport et Hobart (décembre).
Il est demi-finaliste en 1979 au Challenger de Nagoya.
Il bat un joueur du top 10 mondial à Wimbledon en 1979 : Arthur Ashe no 10 (6-4, 7-6, 6-3)

## Palmarès

### Titres en double messieurs
| No | Date       | Nom et lieu du tournoi                            | Catégorie | Dotation | Surface      | Partenaire   | Finalistes               | Score         |  |
| -- | ---------- | ------------------------------------------------- | --------- | -------- | ------------ | ------------ | ------------------------ | ------------- |  |
| 1  | 14-11-1977 | Tournoi de tennis de Manille Manille              |           | 75 000 $ | Dur (ext.)   | John Marks   | Mike Cahill Terry Moor   | 4-6, 6-0, 7-6 |  |
| 2  | 10-12-1979 | South Australian Open Adélaïde                    |           | 50 000 $ | Gazon (ext.) | Colin Dibley | John Alexander Phil Dent | 6-7, 7-6, 6-4 |  |
| 3  | 31-12-1979 | Australian Hard Court Tennis Championships Hobart |           | 50 000 $ | Dur (ext.)   | John James   | Phil Davies Brad Guan    | 6-4, 6-4      |  |

### Finales en double messieurs
| No | Date       | Nom et lieu du tournoi                              | Catégorie       | Dotation  | Surface      | Vainqueurs                     | Partenaire       | Score    |  |
| -- | ---------- | --------------------------------------------------- | --------------- | --------- | ------------ | ------------------------------ | ---------------- | -------- |  |
| 1  | 10-06-1974 | Kent Championships Beckenham                        |                 | NC $      | NC           | Dick Dell Sherwood Stewart     | Graeme Thomson   | 7-6, 6-1 |  |
| 2  | 22-12-1975 | New South Wales Open Sydney                         |                 | NC $      | Gazon (ext.) | Mark Edmondson John Marks      | Peter McNamara   | 6-1, 6-1 |  |
| 3  | 28-03-1977 | Nice International Nice                             | GP World Series | 50 000 $  | Terre (ext.) | Ion Țiriac Guillermo Vilas     | Chris Lewis      | 6-4, 6-1 |  |
| 4  | 11-07-1977 | Head Cup Kitzbühel                                  |                 | 75 000 $  | Terre (ext.) | Buster Mottram Roger Taylor    | Colin Dowdeswell | 7-6, 6-4 |  |
| 5  | 25-07-1977 | Tournoi de tennis de Louisville Louisville          |                 | NC $      | NC           | John Alexander Phil Dent       | Cliff Letcher    | 6-1, 6-4 |  |
| 6  | 31-10-1977 | Tournoi de tennis du Japon Tokyo                    |                 | NC $      | Terre (ext.) | Geoff Masters Kim Warwick      | Colin Dibley     | 6-2, 7-6 |  |
| 7  | 20-11-1978 | Tournoi de tennis de Manille Manille                |                 | 75 000 $  | Terre (ext.) | Sherwood Stewart Brian Teacher | Ross Case        | 6-3, 7-6 |  |
| 8  | 09-07-1979 | Miller Lite Hall of Fame Championships Newport (RI) |                 | 100 000 $ | Gazon (ext.) | Robert Lutz Stan Smith         | John James       | 6-4, 7-6 |  |
| 9  | 08-10-1979 | South Pacific Tennis Classic Brisbane               | GP World Series | 50 000 $  | Gazon (ext.) | Ross Case Geoff Masters        | John James       | 7-6, 6-2 |  |